# Музыканты за мир
Музыканты за мир — первый в СССР международный музыкальный фестиваль, который проводился с 1 по 27 мая 1988 года в Зелёном театре Парка Горького (Москва) 
Фестиваль был организован Центром Стаса Намина и Советским комитетом защиты мира.
Аудитория фестиваля составила[где?] около 15 млн человек.

## О фестивале
Перед фестивалем Центром Стаса Намина и Советским комитетом защиты мира были организованы одноименные концерты-митинги. Эти концерты были проведены 7-9 марта в УСЗ ЦСКА, и на них выступили 22 музыкальных коллектива, наиболее известными из которых были Рондо и Браво. Ведущими концертов были Стас Намин, Дмитрий Шавырин и поэт Александр Елин.
Международный фестиваль «Музыканты за мир» в Зелёном театре Парка Горького проводился, по случайному стечению обстоятельств, в дни встречи Михаила Горбачёва с Рональдом Рейганом в Москве. 
Фестиваль состоял из трех частей:
- 1-8 мая — крупнейший фестиваль хэви-металла с участием популярных в то время российских «тяжелых» групп «Александр Невский», «Кросс», «Коррозия металла», «Маркиза», «Гран-при», «Монолит», «Легион», «Сталкер», «Тайм Аут».

- 13-15 мая — поп-рок-фестиваль и фестиваль альтернативной музыки. Группы: «Бригада С», «Лотос», «Биоконструктор», «Николай Коперник», «Ночной Проспект», «Лига Блюза», «Центр».

- 27 мая — международный фестиваль «Праздник мира» с участием Мелани (США), которая была одной из трёх рок-певиц (наряду с Джоан Баэз и Дженис Джоплин), участвовавших в 1969 году в фестивале в Вудстоке, и Ховарда Джонса (Великобритания). Среди отечественных групп, принимавших участие в этом фестивале, можно назвать следующих: «Парк Горького», «Бригада С», «Группа Стаса Намина», «Николай Коперник», «Рондо», «Александр Невский».  
 На фестиваль был также приглашён Бой Джордж, который не смог приехать, так как ему не была дана виза для въезда в СССР (но в 1990 году Бой Джордж выступил на фестивале «Единый мир» в Парке Горького)[источник не указан 1500 дней].